# Khalid El Aamri
Khalid El Aamri (* 20. März 1977) ist ein ehemaliger marokkanischer Leichtathlet, der sich auf den Langstreckenlauf spezialisiert hat.

## Sportliche Laufbahn
Erste internationale Erfahrungen sammelte Khalid El Aamri vermutlich bei den Crosslauf-Weltmeisterschaften 2002 in Dublin, bei denen er nach 12:33 min den neunten Platz über die Kurzdistanz belegte. Im Jahr darauf gelangte er bei den Crosslauf-Weltmeisterschaften in Lausanne mit 11:22 min auf den sechsten Platz über die Kurzdistanz und sicherte sich in der Teamwertung die Bronzemedaille hinter den Teams aus Kenia und Äthiopien. Zudem wurde er über die Langdistanz in 37:12 min Zehnter und sicherte sich auch mit dem Team die Bronzemedaille hinter Kenia und Äthiopien. 2004 siegte er in 29:51,47 min im 10.000-Meter-Lauf bei den Panarabischen Spielen in Algier. Bei den Crosslauf-Weltmeisterschaften 2005 in Saint-Étienne in 12:23 min 36. über die Kurzdistanz und gelangte über die Langdistanz mit 37:07 min auf Rang 27. Anschließend siegte er bei den erstmals ausgetragenen Islamic Solidarity Games in Mekka in 28:40,33 min über 10.000 Meter und belegte dann bei den Mittelmeerspielen in Almería in 29:27,94 min den sechsten Platz. Daraufhin gelangte er bei den Weltmeisterschaften in Helsinki mit 28:37,73 min auf den 21. Platz. Bei den Crosslauf-Weltmeisterschaften 2006 in Fukuoka in 11:16 min 15. über die Kurzdistanz und gelangte über die Langdistanz mit 36:31 min auf Rang 16. Zudem sicherte sie sich in der Teamwertung die Bronzemedaille über die Kurzdistanz. Im September gelangte er beim IAAF World Athletics Final in Stuttgart mit 7:50,76 min auf den elften Platz im 3000-Meter-Lauf. Im Jahr darauf kam er bei den Crosslauf-Weltmeisterschaften in Mombasa im Einzelbewerb nicht ins Ziel und im August kam er bei den Weltmeisterschaften in Osaka über 10.000 Meter ebenfalls nicht ins Ziel. 2011 beendete er dann seine aktive sportliche Karriere im Alter von 34 Jahren.

## Persönliche Bestzeiten
- 3000 Meter: 7:34,77 min, 11. Juli 2006 in Lausanne
  - 3000 Meter (Halle): 7:50,82 min, 4. Februar 2006 in Stuttgart
- 5000 Meter: 13:06,13 min, 25. Juli 2006 in Stockholm
- 10.000 Meter: 27:26,24 min, 29. Mai 2005 in Hengelo